# Liste der Stolpersteine in Rheinbach
Die Liste der Stolpersteine in Rheinbach enthält die Stolpersteine, die im Rahmen des gleichnamigen Kunst-Projekts von Gunter Demnig in Rheinbach verlegt wurden. Mit ihnen soll an die Opfer des Nationalsozialismus erinnert werden, die in Rheinbach lebten und wirkten.

## Rheinbach
| Name                   | Adresse                  | Bild | Inschrift | Verlegedatum  | Biografie und Anmerkungen |
| ---------------------- | ------------------------ | --- | --- | ------------- | --- |
| Hermann Josef Geisel   | Hauptstraße 44 ·         | Bild gesucht Die Wikipedia wünscht sich an dieser Stelle ein Bild vom Ort mit diesen Koordinaten 50.625981 6.948273 . Motiv: Hauptstraße 44: Stolperstein für Familie Geisel, die Lage und das Haus Falls du dabei helfen möchtest, erklärt die Anleitung , wie das geht. BW                 | Hier wohnte Hermann Josef Geisel ...                                                                                              | 21. Dez. 2016 | |
| Max Geisel             | Hauptstraße 44 ·         | Bild gesucht Die Wikipedia wünscht sich an dieser Stelle ein Bild vom hier behandelten Ort. Weitere Infos zum Motiv findest du vielleicht auf der Diskussionsseite . Falls du dabei helfen möchtest, erklärt die Anleitung , wie das geht. BW                                                | Hier wohnte Max Geisel ... | 21. Dez. 2016 | |
| Regina Geisel          | Hauptstraße 44 ·         | Bild gesucht Die Wikipedia wünscht sich an dieser Stelle ein Bild vom hier behandelten Ort. Weitere Infos zum Motiv findest du vielleicht auf der Diskussionsseite . Falls du dabei helfen möchtest, erklärt die Anleitung , wie das geht. BW                                                | Hier wohnte Regina Geisel ... | 21. Dez. 2016 | |
| Selma Geisel           | Hauptstraße 44 ·         | Bild gesucht Die Wikipedia wünscht sich an dieser Stelle ein Bild vom hier behandelten Ort. Weitere Infos zum Motiv findest du vielleicht auf der Diskussionsseite . Falls du dabei helfen möchtest, erklärt die Anleitung , wie das geht. BW                                                | Hier wohnte Selma Geisel ... | 21. Dez. 2016 | |
| Hermann Klaber         | Hauptstraße 52 ·         | Bild gesucht Die Wikipedia wünscht sich an dieser Stelle ein Bild vom Ort mit diesen Koordinaten 50.626106 6.947882 . Motiv: Hauptstraße 52: Stolpersteine für das Ehepaar Klaber, die Lage und das Haus Falls du dabei helfen möchtest, erklärt die Anleitung , wie das geht. BW            | Hier wohnte Hermann Klaber Jg. 1899 'Schutzhaft' 1938 Dachau deportiert 1941 Łodz/Litzmannstadt ermordet Mai 1942 Chelmno/Kulmhof | 21. Dez. 2016 | |
| Clementine Klaber      | Hauptstraße 52 ·         | Bild gesucht Die Wikipedia wünscht sich an dieser Stelle ein Bild vom hier behandelten Ort. Weitere Infos zum Motiv findest du vielleicht auf der Diskussionsseite . Falls du dabei helfen möchtest, erklärt die Anleitung , wie das geht. BW                                                | Hier wohnte Clementine Klaber geb. Nussbaum Jg. 1883 deportiert 1941 Łodz/Litzmannstadt ermordet Mai 1942 Chelmno/Kulmhof         | 21. Dez. 2016 | |
| Selma Rolef            | Koblenzer Straße 7 ·     | Bild gesucht Die Wikipedia wünscht sich an dieser Stelle ein Bild vom Ort mit diesen Koordinaten 50.625538 6.955425 . Motiv: Koblenzer Straße 7: Stolpersteine für die Schwestern Rolef, die Lage und das Haus Falls du dabei helfen möchtest, erklärt die Anleitung , wie das geht. BW      | Hier wohnte Selma Rolef ... | 21. Nov. 2017 | |
| Josefine Rolef         | Koblenzer Straße 7 ·     | Bild gesucht Die Wikipedia wünscht sich an dieser Stelle ein Bild vom hier behandelten Ort. Weitere Infos zum Motiv findest du vielleicht auf der Diskussionsseite . Falls du dabei helfen möchtest, erklärt die Anleitung , wie das geht. BW                                                | Hier wohnte Josefine Rolef ... | 21. Nov. 2017 | |
| Fanny Sommer           | Kriegerstraße 7 ·        | Bild gesucht Die Wikipedia wünscht sich an dieser Stelle ein Bild vom Ort mit diesen Koordinaten 50.628452 6.948857 . Motiv: Stolpersteine für die Familien Sommer, Salm und Schwarz, die Lage und das Haus Falls du dabei helfen möchtest, erklärt die Anleitung , wie das geht. BW         | Hier wohnte Fanny Sommer ... | 24. Mai 2018  | |
| Frida Sommer           | Kriegerstraße 7 ·        | Bild gesucht Die Wikipedia wünscht sich an dieser Stelle ein Bild vom hier behandelten Ort. Weitere Infos zum Motiv findest du vielleicht auf der Diskussionsseite . Falls du dabei helfen möchtest, erklärt die Anleitung , wie das geht. BW                                                | Hier wohnte Frida Sommer ... | 24. Mai 2018  | |
| Moritz Salm            | Kriegerstraße 7 ·        | Bild gesucht Die Wikipedia wünscht sich an dieser Stelle ein Bild vom hier behandelten Ort. Weitere Infos zum Motiv findest du vielleicht auf der Diskussionsseite . Falls du dabei helfen möchtest, erklärt die Anleitung , wie das geht. BW                                                | Hier wohnte Moritz Salm ... | 24. Mai 2018  | |
| Karoline Salm          | Kriegerstraße 7 ·        | Bild gesucht Die Wikipedia wünscht sich an dieser Stelle ein Bild vom hier behandelten Ort. Weitere Infos zum Motiv findest du vielleicht auf der Diskussionsseite . Falls du dabei helfen möchtest, erklärt die Anleitung , wie das geht. BW                                                | Hier wohnte Karoline Salm ... | 24. Mai 2018  | |
| Hugo Schwarz           | Kriegerstraße 7 ·        | Bild gesucht Die Wikipedia wünscht sich an dieser Stelle ein Bild vom hier behandelten Ort. Weitere Infos zum Motiv findest du vielleicht auf der Diskussionsseite . Falls du dabei helfen möchtest, erklärt die Anleitung , wie das geht. BW                                                | Hier wohnte Hugo Schwarz ... | 24. Mai 2018  | |
| Ilse Schwarz           | Kriegerstraße 7 ·        | Bild gesucht Die Wikipedia wünscht sich an dieser Stelle ein Bild vom hier behandelten Ort. Weitere Infos zum Motiv findest du vielleicht auf der Diskussionsseite . Falls du dabei helfen möchtest, erklärt die Anleitung , wie das geht. BW                                                | Hier wohnte Ilse Schwarz ... | 24. Mai 2018  | |
| Otto Marx              | Langgasse 11 ·           | Bild gesucht Die Wikipedia wünscht sich an dieser Stelle ein Bild vom Ort mit diesen Koordinaten 50.626373 6.94996 . Motiv: Langgasse 11: Stolpersteine für die Familien Marx und Oster, die Lage und das Haus Falls du dabei helfen möchtest, erklärt die Anleitung , wie das geht. BW      | Hier wohnte Otto Marx ... | 21. Dez. 2016 | |
| Ida Marx               | Langgasse 11 ·           | Bild gesucht Die Wikipedia wünscht sich an dieser Stelle ein Bild vom hier behandelten Ort. Weitere Infos zum Motiv findest du vielleicht auf der Diskussionsseite . Falls du dabei helfen möchtest, erklärt die Anleitung , wie das geht. BW                                                | Hier wohnte Ida Marx ... | 21. Dez. 2016 | |
| Ruth Marx              | Langgasse 11 ·           | Bild gesucht Die Wikipedia wünscht sich an dieser Stelle ein Bild vom hier behandelten Ort. Weitere Infos zum Motiv findest du vielleicht auf der Diskussionsseite . Falls du dabei helfen möchtest, erklärt die Anleitung , wie das geht. BW                                                | Hier wohnte Ruth Marx ... | 21. Dez. 2016 | |
| Edith Marx             | Langgasse 11 ·           | Bild gesucht Die Wikipedia wünscht sich an dieser Stelle ein Bild vom hier behandelten Ort. Weitere Infos zum Motiv findest du vielleicht auf der Diskussionsseite . Falls du dabei helfen möchtest, erklärt die Anleitung , wie das geht. BW                                                | Hier wohnte Edith Marx ... | 21. Dez. 2016 | |
| Günther Marx           | Langgasse 11 ·           | Bild gesucht Die Wikipedia wünscht sich an dieser Stelle ein Bild vom hier behandelten Ort. Weitere Infos zum Motiv findest du vielleicht auf der Diskussionsseite . Falls du dabei helfen möchtest, erklärt die Anleitung , wie das geht. BW                                                | Hier wohnte Günther Marx ... | 21. Dez. 2016 | |
| Josef Oster            | Langgasse 11 ·           | Bild gesucht Die Wikipedia wünscht sich an dieser Stelle ein Bild vom hier behandelten Ort. Weitere Infos zum Motiv findest du vielleicht auf der Diskussionsseite . Falls du dabei helfen möchtest, erklärt die Anleitung , wie das geht. BW                                                | Hier wohnte Josef Oster ... | 21. Dez. 2016 | |
| Else Oster             | Langgasse 11 ·           | Bild gesucht Die Wikipedia wünscht sich an dieser Stelle ein Bild vom hier behandelten Ort. Weitere Infos zum Motiv findest du vielleicht auf der Diskussionsseite . Falls du dabei helfen möchtest, erklärt die Anleitung , wie das geht. BW                                                | Hier wohnte Else Oster ... | 21. Dez. 2016 | |
| Julie Oster            | Langgasse 11 ·           | Bild gesucht Die Wikipedia wünscht sich an dieser Stelle ein Bild vom hier behandelten Ort. Weitere Infos zum Motiv findest du vielleicht auf der Diskussionsseite . Falls du dabei helfen möchtest, erklärt die Anleitung , wie das geht. BW                                                | Hier wohnte Julie Oster ... | 21. Dez. 2016 | |
| Bertha Arensberg       | Lindenplatz 3 ·          | Bild gesucht Die Wikipedia wünscht sich an dieser Stelle ein Bild vom Ort mit diesen Koordinaten 50.625499 6.949827 . Motiv: Lindenplatz 3: Stolperstein für Bertha Arensberg, die Lage und das Haus Falls du dabei helfen möchtest, erklärt die Anleitung , wie das geht. BW                | Hier wohnte Bertha Arensberg ...                                                                                                  | 21. Nov. 2017 | Bertha Arensberg (* 22. März 1871 in Flerzheim) war eine jüdische Bürgerin Rheinbachs. Gemeinsam mit ihrer Schwester Mina wohnte sie am Lindenplatz 3 und zusammen betrieben sie eine Schneiderei in der Weiherstraße. Nach der erzwungenen Schließung ihres Geschäfts zum 1. Januar 1939 zogen die Schwestern nach Köln und wohnten in der Cäcilienstraße 18–22, einem sogenannten „Ghettohaus“ bzw. „Judenhaus“. Mina verstarb im Mai 1942 im jüdischen Krankenhaus in Ehrenfeld. Bertha wurde am 15. Juni 1942 von Köln nach Theresienstadt deportiert und am 15. Mai 1944 im Vernichtungslager Auschwitz ermordet. |
| Max Wolf               | Polligsstraße 10 ·       | Bild gesucht Die Wikipedia wünscht sich an dieser Stelle ein Bild vom Ort mit diesen Koordinaten 50.624505 6.949463 . Motiv: Polligsstraße 10: Stolpersteine für Familie Wolf und Walter Eis, die Lage und das Haus Falls du dabei helfen möchtest, erklärt die Anleitung , wie das geht. BW | Hier wohnte Max Wolf ... | 25. Mai 2018  | |
| Johanna Wolf           | Polligsstraße 10 ·       | Bild gesucht Die Wikipedia wünscht sich an dieser Stelle ein Bild vom hier behandelten Ort. Weitere Infos zum Motiv findest du vielleicht auf der Diskussionsseite . Falls du dabei helfen möchtest, erklärt die Anleitung , wie das geht. BW                                                | Hier wohnte Johanna Wolf ... | 25. Mai 2018  | |
| Otto Wolf              | Polligsstraße 10 ·       | Bild gesucht Die Wikipedia wünscht sich an dieser Stelle ein Bild vom hier behandelten Ort. Weitere Infos zum Motiv findest du vielleicht auf der Diskussionsseite . Falls du dabei helfen möchtest, erklärt die Anleitung , wie das geht. BW                                                | Hier wohnte Otto Wolf ... | 25. Mai 2018  | |
| Fritz Wolf             | Polligsstraße 10 ·       | Bild gesucht Die Wikipedia wünscht sich an dieser Stelle ein Bild vom hier behandelten Ort. Weitere Infos zum Motiv findest du vielleicht auf der Diskussionsseite . Falls du dabei helfen möchtest, erklärt die Anleitung , wie das geht. BW                                                | Hier wohnte Fritz Wolf ... | 25. Mai 2018  | |
| Walter Eis             | Polligsstraße 10 ·       | Bild gesucht Die Wikipedia wünscht sich an dieser Stelle ein Bild vom hier behandelten Ort. Weitere Infos zum Motiv findest du vielleicht auf der Diskussionsseite . Falls du dabei helfen möchtest, erklärt die Anleitung , wie das geht. BW                                                | Hier wohnte Walter Eis ... | 25. Mai 2018  | |
| Elisabeth 'Elise'David | Vor dem Dreeser Tor 3 ·  | Bild gesucht Die Wikipedia wünscht sich an dieser Stelle ein Bild vom Ort mit diesen Koordinaten 50.626667 6.946676 . Motiv: Vor dem Dreeser Tor 3: Stolperstein für Elisabeth 'Elise' David, die Lage und das Haus Falls du dabei helfen möchtest, erklärt die Anleitung , wie das geht. BW | Hier wohnte Elisabeth 'Elise' David geb. Geisel Jg. 1872 deportiert 1942 Theresienstadt ermordet in Treblinka                     | 25. Mai 2018  | |
| Helena Meyer           | Vor dem Dreeser Tor 21 · | Bild gesucht Die Wikipedia wünscht sich an dieser Stelle ein Bild vom Ort mit diesen Koordinaten 50.627306 6.945414 . Motiv: Vor dem Dreeser Tor 21: Stolperstein für Helena Meyer, die Lage und das Haus Falls du dabei helfen möchtest, erklärt die Anleitung , wie das geht. BW           | Hier wohnte Helena Meyer ... | 21. Nov. 2017 | |

## Wormersdorf
| Name                 | Adresse                  | Bild | Inschrift                            | Verlegedatum  | Biografie und Anmerkungen |
| -------------------- | ------------------------ | --- | ------------------------------------ | ------------- | ------------------------- |
| David Weber          | Ipplendorfer Straße 64 · | Bild gesucht Die Wikipedia wünscht sich an dieser Stelle ein Bild vom Ort mit diesen Koordinaten 50.60084 6.991861 . Motiv: Ipplendorfer Straße 64: Stolpersteine für die Familie Weber, die Lage und das Haus Falls du dabei helfen möchtest, erklärt die Anleitung , wie das geht. BW | Hier wohnte David Weber ...          | 21. Nov. 2017 |                           |
| Jeanette Weber       | Ipplendorfer Straße 64 · | Bild gesucht Die Wikipedia wünscht sich an dieser Stelle ein Bild vom hier behandelten Ort. Weitere Infos zum Motiv findest du vielleicht auf der Diskussionsseite . Falls du dabei helfen möchtest, erklärt die Anleitung , wie das geht. BW                                           | Hier wohnte Jeanette Weber ...       | 21. Nov. 2017 |                           |
| Ludwig Wilhelm Weber | Ipplendorfer Straße 64 · | Bild gesucht Die Wikipedia wünscht sich an dieser Stelle ein Bild vom hier behandelten Ort. Weitere Infos zum Motiv findest du vielleicht auf der Diskussionsseite . Falls du dabei helfen möchtest, erklärt die Anleitung , wie das geht. BW                                           | Hier wohnte Ludwig Wilhelm Weber ... | 21. Nov. 2017 |                           |
| Alfred Weber         | Ipplendorfer Straße 64 · | Bild gesucht Die Wikipedia wünscht sich an dieser Stelle ein Bild vom hier behandelten Ort. Weitere Infos zum Motiv findest du vielleicht auf der Diskussionsseite . Falls du dabei helfen möchtest, erklärt die Anleitung , wie das geht. BW                                           | Hier wohnte Alfred Weber ...         | 21. Nov. 2017 |                           |
| Benedict Schweitzer  | Unterdorf 54 ·           | Bild gesucht Die Wikipedia wünscht sich an dieser Stelle ein Bild vom Ort mit diesen Koordinaten 50.609517 6.99135 . Motiv: Unterdorf 54: Stolpersteine für das Ehepaar Schweitzer, die Lage und das Haus Falls du dabei helfen möchtest, erklärt die Anleitung , wie das geht. BW      | Hier wohnte Benedict Schweitzer ...  | 21. Nov. 2017 |                           |
| Johanna Schweitzer   | Unterdorf 54 ·           | Bild gesucht Die Wikipedia wünscht sich an dieser Stelle ein Bild vom hier behandelten Ort. Weitere Infos zum Motiv findest du vielleicht auf der Diskussionsseite . Falls du dabei helfen möchtest, erklärt die Anleitung , wie das geht. BW                                           | Hier wohnte Johanna Schweitzer ...   | 21. Nov. 2017 |                           |